# Konrad Gumprecht (Bentheim-Limburg)

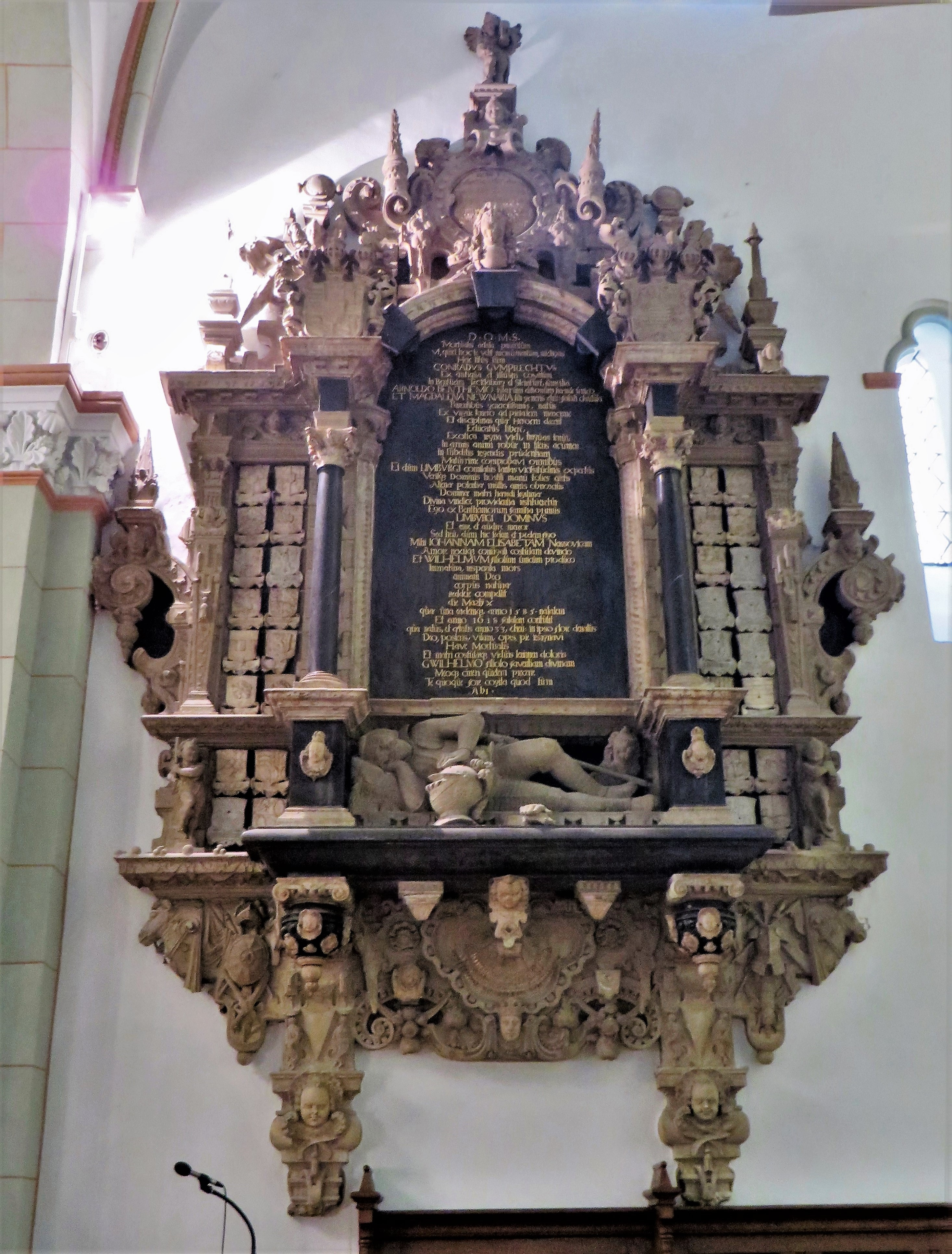
Epitaph Graf Konrad Gumprecht in der Evangelischen Kirche Elsey

Graf Konrad Gumprecht von Bentheim-Limburg (* 10. März 1585 in Bentheim; † 10. März 1618 in Limburg) stammte aus dem Haus Bentheim und war Landesherr der Grafschaft Limburg.

## Familie
Er war ein Sohn des Grafen Arnold von Bentheim-Tecklenburg und der Magdalena von Neuenahr-Alpen, der Erbin der Grafschaft Limburg.
Er selbst heiratete am 8. Dezember 1616 in Bentheim Gräfin Johannetta Elisabeth von Nassau-Dillenburg (1593–1654), eine Tochter des Grafen Johann VI. von Nassau-Dillenburg. Mit ihr hatte er als einziges Kind den Sohn Wilhelm (1617–1626).

## Leben

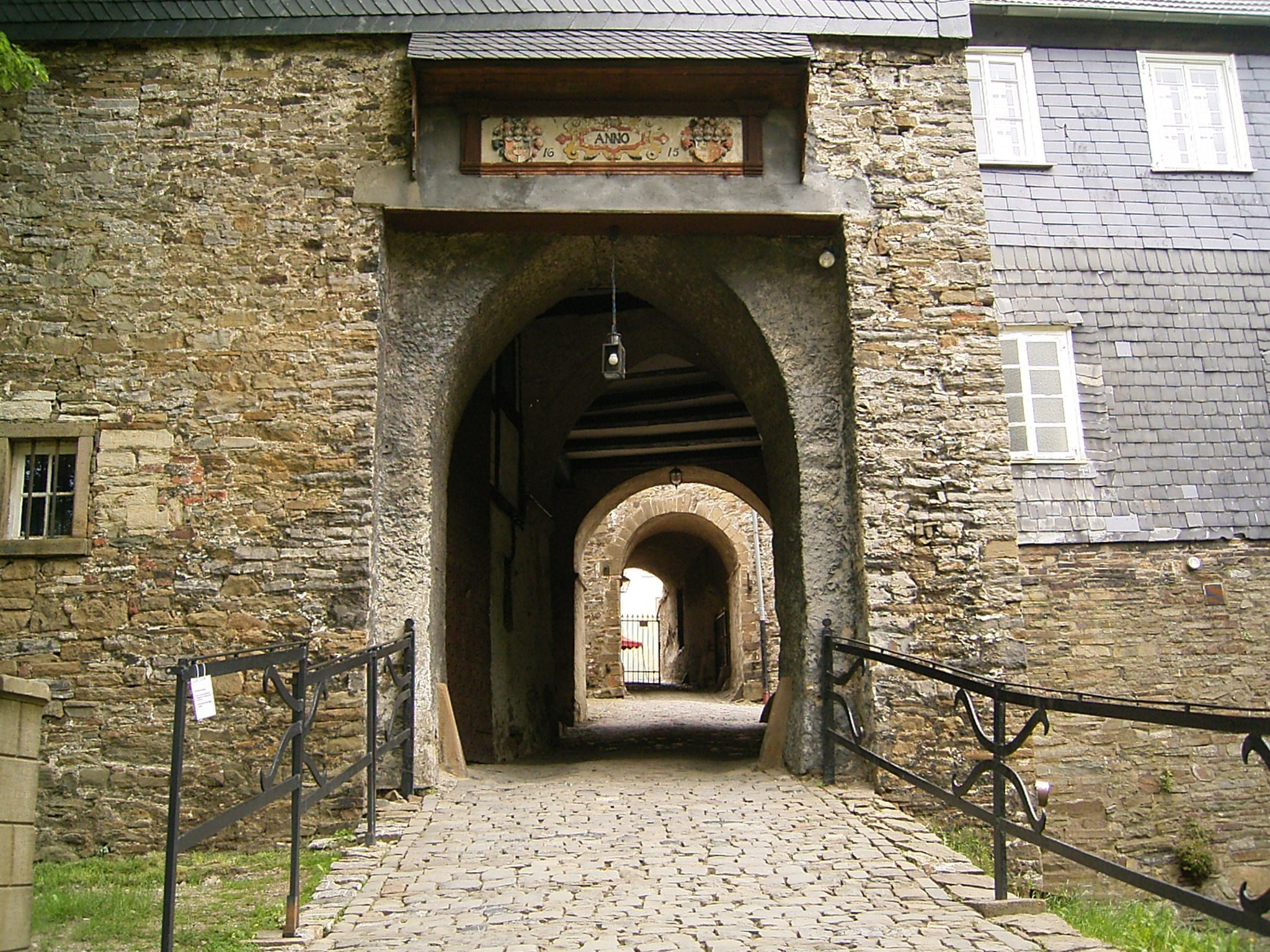
Eingangsportal von Schloss Hohenlimburg mit den Wappen von Bentheim und Nassau und der Jahreszahl 1615 – dem geplanten Jahr des Einzugs der Braut

Als einer der beiden jüngsten Söhne des Bentheimer Grafenpaares wurde Konrad Gumprecht nicht am väterlichen Erbe beteiligt, sondern erhielt wie auch sein jüngerer Bruder seinen Erbteil noch zu Lebzeiten der Mutter aus ihren in die Ehe gebrachten Gütern. Während seinem Bruder Friedrich Ludolf die Herrschaft Alpen zufiel, erhielt er die Grafschaft Limburg aus der mütterlichen Erbmasse der Grafen von Neuenahr. Da die Grafschaft und das Schloss Limburg von 1584 bis 1610 durch Kurkölnische Truppen besetzt war, trat Graf Konrad Gumprecht von Bentheim erst 1612 die Regentschaft an. Seit etwa dieser Zeit litt er unter einer schweren Krankheit deren Verlauf wohl chronisch war und die ihn hinderte die Regierung in der Grafschaft Limburg selbst auszuüben, die stattdessen von einem Drosten verwaltet wurde. Selbst die für den Sommer 1615 angesetzte Vermählung musste aus diesem Grund auf den Winter des Folgejahres verschoben werden. Auf Schloss Hohenlimburg, dem Wohnsitz des Paares, wurde im September 1617 der Sohn Wilhelm geboren. Die Krankheit, die nicht näher definiert wurde, verursachte wenig später Konrad Gumprechts frühen Tod.
Seine Witwe Johannetta Elisabeth, geborene Gräfin von Nassau-Dillenburg, übernahm für den gemeinsamen Sohn Wilhelm die vormundschaftliche Regentschaft unter Mitwirkung von Agnaten der Häuser Bentheim und Nassau. Im Juni 1618 wurde diese Vereinbarung von Kaiser Matthias bestätigt. Als Wilhelm am 26. November 1626 starb, erlosch auch die Nebenlinie Limburg des Grafenhauses Bentheim. Die Grafschaft wurde bis 1654 vertretungsweise durch Gräfin Johannetta Elisabeth regiert und fiel anschließend an den neuen Landesherrn Graf Moritz von Bentheim-Tecklenburg.